# 鳴海康平
鳴海 康平（なるみ こうへい、1979年10月12日 - ）は、北海道紋別市出身の演出家。劇団「第七劇場」の主宰。三重県津市在住。名古屋芸術大学芸術学部芸術学科舞台芸術領域准教授。

## 人物・概要
早稲田大学第一文学部在籍中の1999年に劇団を創設。創設当初は劇作も兼ねていたが、2002年の『マッチ売りの少女』（作：別役実）より演出に専念している。
戯曲のテキストに、人間の普遍性を強く反映させ、現代社会の抱える問題を浮き彫りにする演出を得意とし、日本の伝統芸能を発展させた力強い身体性、美的空間演出で高い評価を得る。演出以外にも、都内にて半年に渡る長期ワークショップや、三重県や岡山県での中学生・高校生対象のワークショップ、神奈川の小学校での演劇創作、早稲田大学、愛国学園短期大学に特別講師として招かれるなどの、教育・育成活動も行う。
財団法人舞台芸術財団演劇人会議会員、日本演劇千年計画実行委員。SENTIVAL!フェスティバルディレクター（2008年 - 2013年）、芸術文化活動支援員（文化庁・2010年度 芸術文化活動支援員派遣事業／天神山文化プラザ）、ポーラ美術振興財団在外研修員（フランス・2012年 - 2013年）。
2017年、津市立みさとの丘学園の校歌の日本語歌詞を作詞した（同校の校歌の3番は英語であり、英語歌詞は別人が担当している）。